# Линия «Дью»

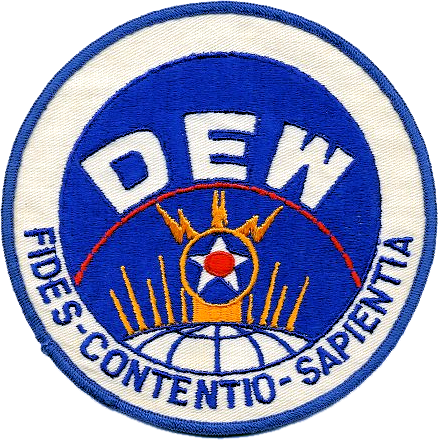
Эмблема линии «Дью» ВС США и её системной службы

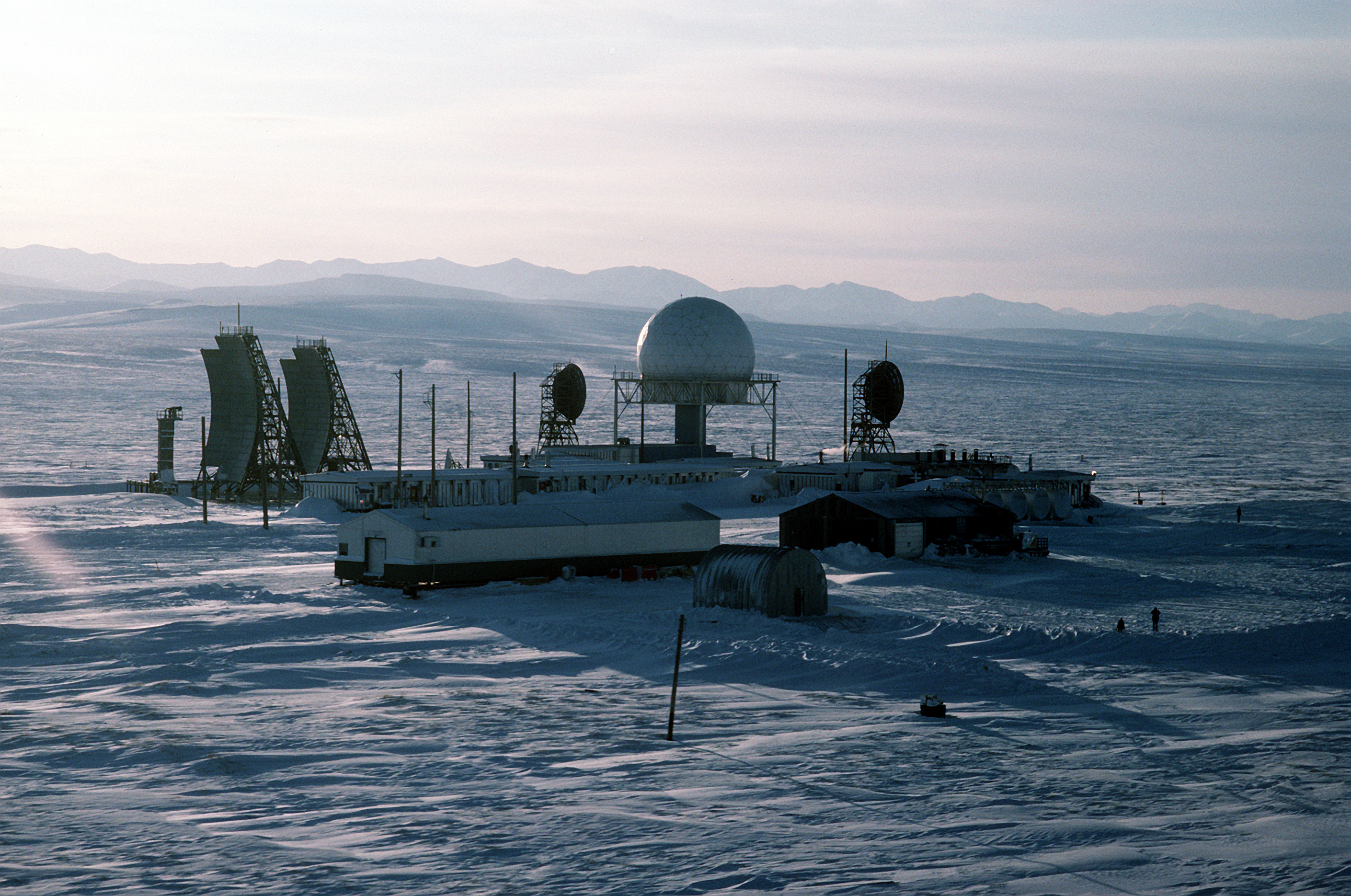
Станция линии «Дью» в Пойнт-Лей (Аляска)

Ли́ния «Дью», или ли́ния ра́ннего радиолокацио́нного обнаруже́ния (англ. Distant Early Warning Line, DEW Line, Early Warning Line) — система радиолокационных станций на крайнем севере арктического региона Канады с дополнительными станциями вдоль северного побережья и Алеутских островов Аляски, на Фарерских островах, в Гренландии и Исландии. Она была создана для обнаружения атакующих советских бомбардировщиков в ходе Холодной войны и обеспечения раннего предупреждения о сухопутном военном вторжении. Все 60 объектов (станций) линии Дью, расположенных на территории Североамериканского региона (американских континентальных штатов и канадских провинций) преимущественно в Заполярье и ещё несколько за его пределами (например, в Гренландии на авиабазе Туле), обслуживались корпорацией Federal Electric — дочерней структурой IT&T (по контракту с ВВС).
Линия «Дью» была самой северной и наиболее мощной из трёх линий РЛС в Канаде: 
совместная канадско-американская линия Пайнтри (Pinetree Line) шла от Ньюфаундленда до острова Ванкувер, а Среднеканадская линия (Mid-Canada Line) — несколько севернее от неё.

## Вооружение линии
У посёлка Пойнт-Лей (штат Аляска), где начинается линия, была установлена РЛС AN/FPS-19, спрятанная в купол, для защиты от погодных условий, для связи рядом с ней были установлены две AN/FRC-45. 
Далее линия, использующая РЛС AN/FPS-23, уходила на юг.
В 1985—1994 гг. была произведена модернизация оборудования линии Дью, 15 РЛС были заменены на более новые AN/FPS-117, а сама линия была переименована в северную предупреждающую систему.

## См. также

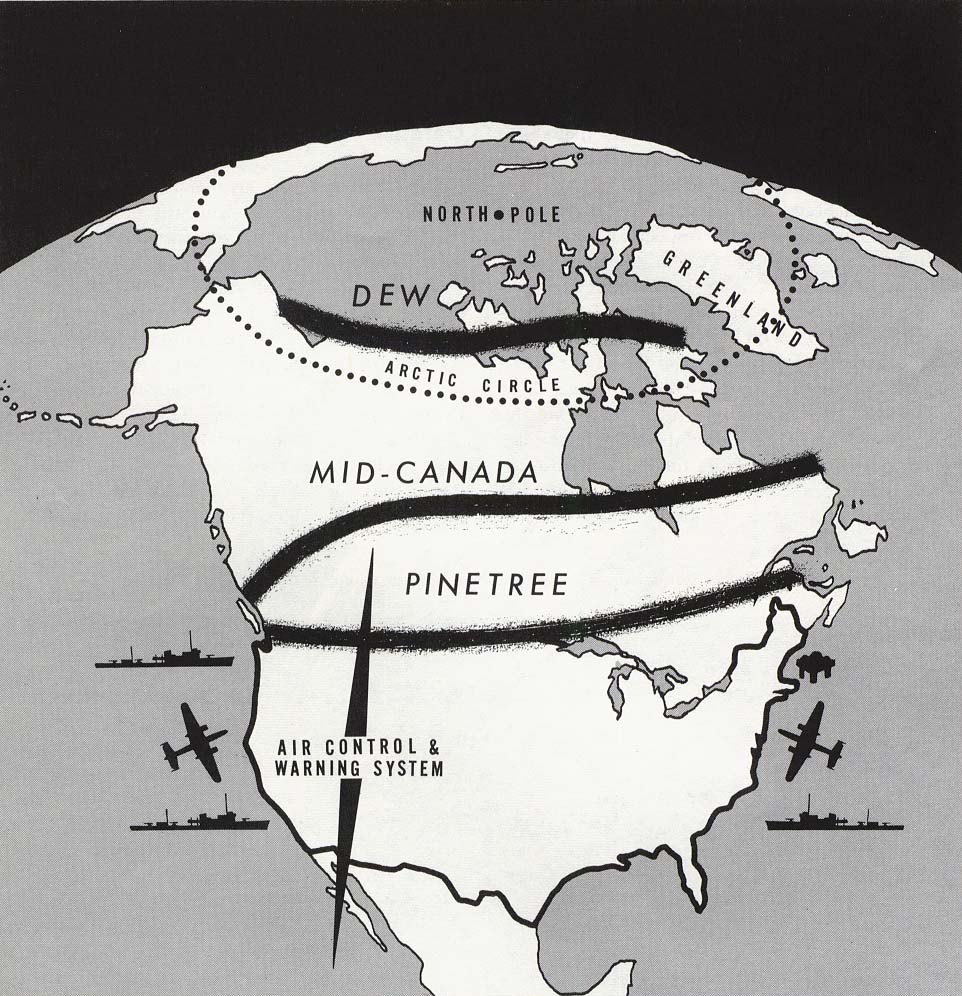
Приблизительное расположение линии DEW в 1960-х годах (верхняя линия)